# Lowrys
Lowrys est une ville située dans le comté de Chester, dans l’État de Caroline du Sud, aux États-Unis. Lors du recensement de 2020, elle comptait 184 habitants.